# Windesheimer Chorherren

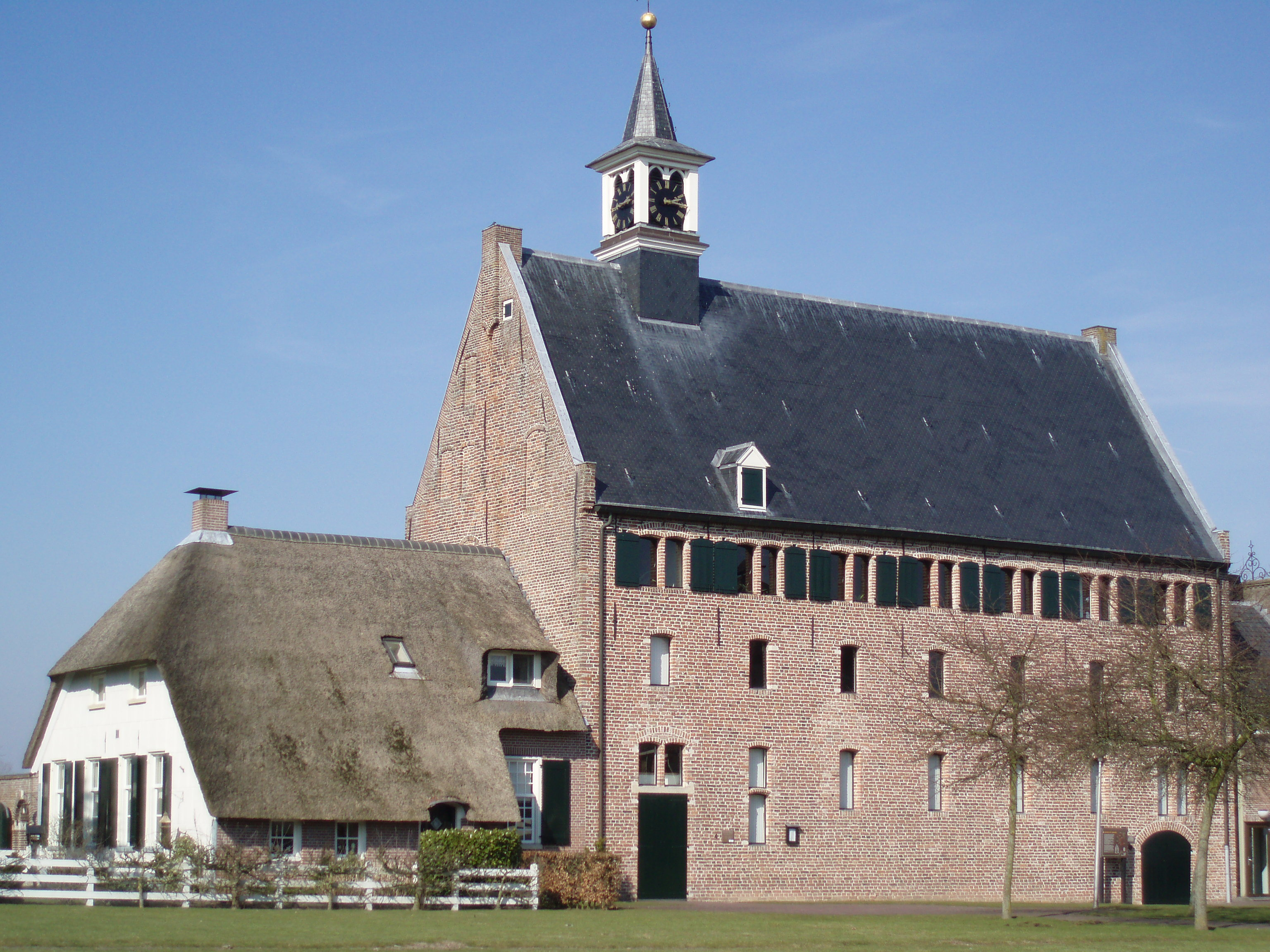
Kloster Windesheim

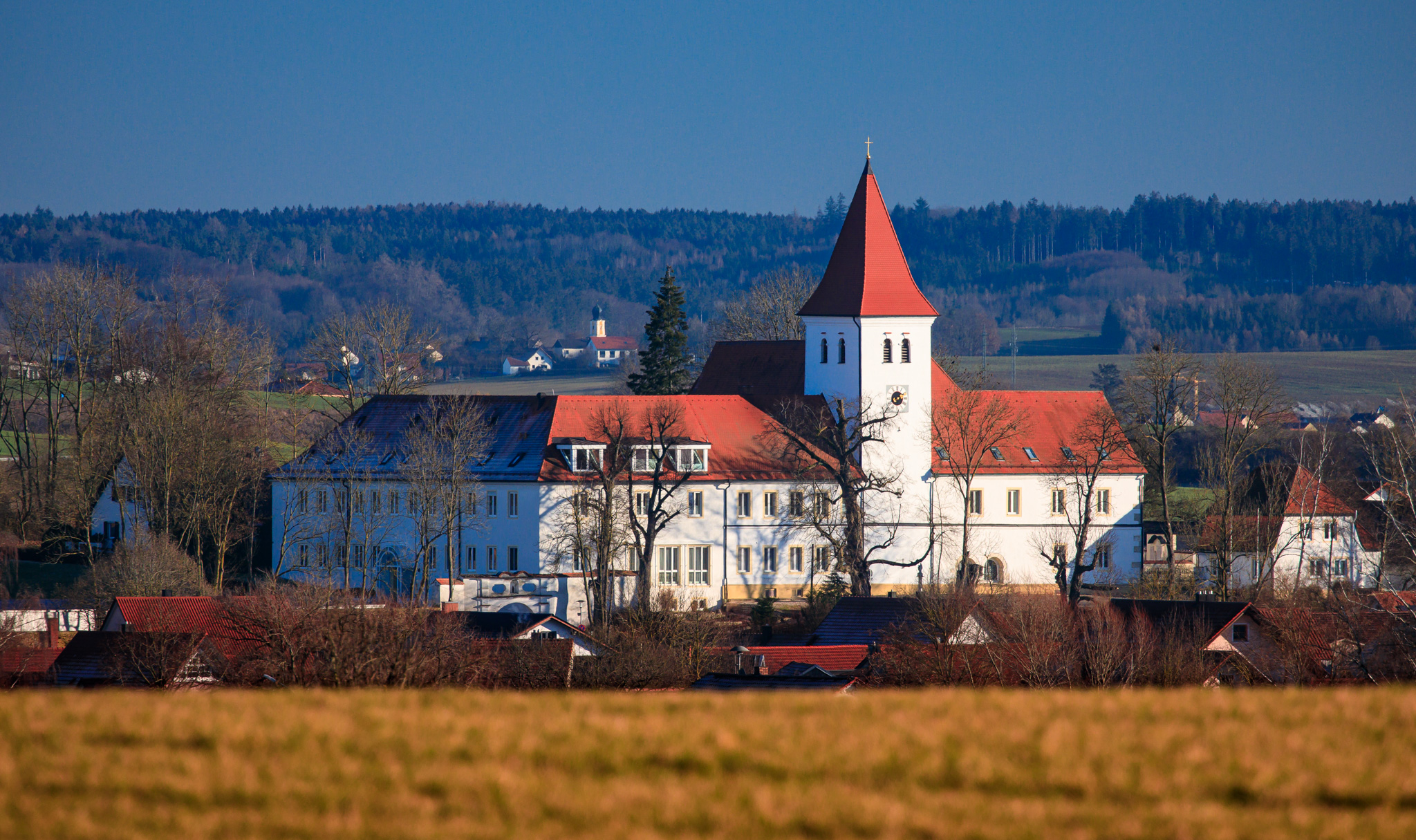
Propstei St. Michael in Paring

Die Windesheimer Kongregation der lateranensischen Chorherren oder die Regularkanoniker vom Lateran der Windesheimer Kongregation (lat.: Congregatio Canonicorum Regularium Lateranensium Vindesemensis, Ordenskürzel: C.R.V.) sind eine Kongregation der Augustiner-Chorherren.

## Entstehungsgeschichte
Entstanden ist die Kongregation aus der ursprünglichen Laiengemeinschaft der Brüder vom gemeinsamen Leben. Die Spiritualität derselben ist die Devotio moderna, die bei dem Chorherren Thomas von Kempen, dem Autor der weltbekannten Nachfolge Christi, zur vollen Blüte gelangte.
Benannt ist sie nach dem Kloster Windesheim bei Zwolle (Niederlande), das am 17. Oktober 1387 eingeweiht wurde.

## Entwicklung

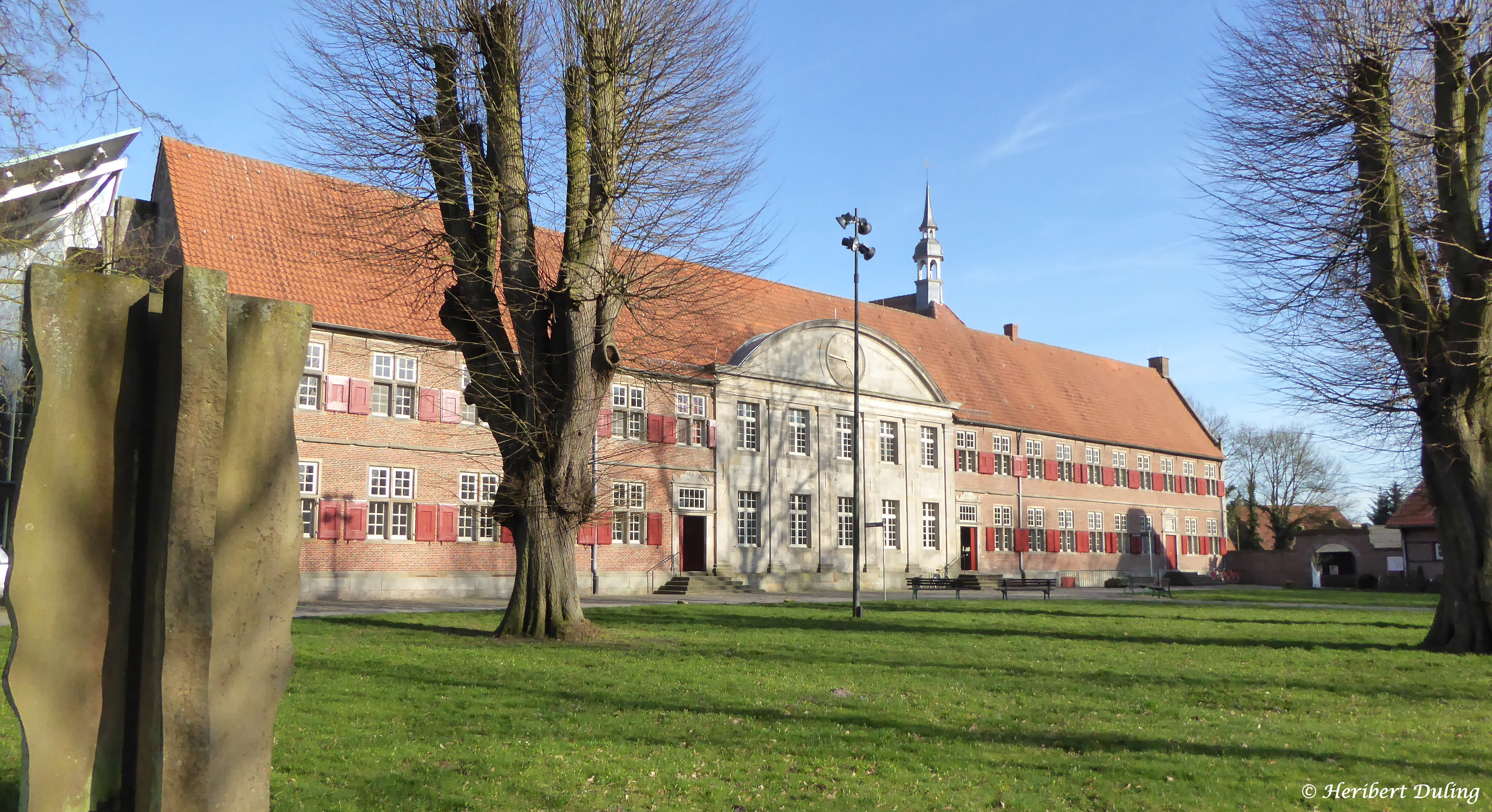
Kloster Frenswegen bei Nordhorn

Dank der Reformbemühungen des Hildesheimer Chorherren Johannes Busch (1400–1480) breitete sich die Kongregation besonders im Nordwesten Deutschlands aus. Kloster Frenswegen war das erste deutsche Kloster, das sich 1400 der Windesheimer Kongregation anschloss. Andere Klöster waren unter anderem Kloster Herrenleichnam in Köln, Kloster Gaesdonck, Kloster Böddeken im Hochstift Paderborn, Kloster Kirschgarten und Kloster Höningen bei Worms, Kloster Rebdorf und Kloster Birklingen in Bayern oder Kloster Riechenberg bei Goslar. Mit der Windesheimer Kongregation breitete sich die Devotio moderna aus.
Auch Grauhof im Hochstift Hildesheim wurde nach der Rekatholisierung 1643 mit Windesheimer Chorherren erneuert. Der dortige Propst Bernhard Goeken war von 1715 bis 1726 Generalprior der Kongregation. In der Schweiz schlossen sich St. Leonhard in Basel, Beerenberg in Winterthur und St. Martin in Zürich der Kongregation an.
Seit 1394 entschlossen sich auch Frauenklöster des Ordens, dem Vorbild der Windesheimer Chorherren zu folgen und ihr geistliches Leben zu erneuern. Eine direkte Windesheimer Neugründung war 1471 Kloster Fischbach im Bistum Worms. Auch das Kloster Marienberg in Neuss gehörte von Beginn an (1439) zur Windesheimer Kongregation.
Die letzte verbliebene Kanonie der Kongregation, Kloster Frenswegen, wurde 1809 unter Napoleon aufgelöst. 1961 wurde die Kongregation auf Betreiben der weltweiten Konföderation der Augustiner-Chorherren von Papst Johannes XXIII. per Dekret wiederbelebt. Heute befindet sich der Sitz des Generalpropstes in der Abtei Maria Regina in Tor Lupara (heute ein Teil der Gemeinde Fonte Nuova) bei Rom.
Die Kongregation unterhält seit 1974 auch ein deutsches Haus, die Propstei St. Michael in Paring, gelegen im Bistum Regensburg. Gegenwärtiger (2024) Generalpropst der Kongregation ist Maximilian Korn CRV, der Propst von Paring.